# علاج الصيام
علاج الصيام (بالإنجليزية: The Fasting Cure)‏ هو كتاب غير خيالي عن الصيام صدر عام 1911 من قبل أبتون سنكلير. وهو إعادة طبع لمقالَينِ من تأليف سنكلير، نُشِرا بدايةً في مجلة كوزموبوليتان. كما يتضمن تعليقات وملاحظات على المقالات، وكذلك مقتطفات من مقالات نشرها سنكلير في مجلة الثقافة البدنية. الكتاب مخصص لِبيرنار ماكفادين.
كان سنكلير مهتمًا بشدة بالصحة والتغذية. قام بتجربة مُختَلَف الأنظمة الغذائية، والصيام. يكتب عن الصيام في «علاج الصيام»، والذي أصبح أكثر الكتب مبيعًا. سنكلير يعتقد أن الصيام الدوري مهم للصحة، قائلًا: «لقد صُمتُ عدة مرات لمدة عشرة أو اثني عشر يومًا، مما أدى إلى تغيير كامل لصحتي». يفضل سنكلير نظام غذائي نيئ يتكون في الغالب من الخضروات والمكسرات. ولفتراتٍ طويلة من الزمن، كان نباتيًا تمامًا، لكنه جرب أيضًا أكل اللحوم. وقد تم شرح مَوقِفَه من هذه الأمور بالكامل في الفصل الأخير من الكتاب، «استخدام اللحوم».
يَدَّعِي الكتاب أنَّ الصيام يعالجُ جميعَ الأمراض تقريبًا، بما في ذلك السرطان والسل والربو والزهري والزكام. يوصَف سنكلير بأنَّه «أصدق الحميات الشعبية الرائجة» ويُعتبر هذا الكتاب مثالاً للدجل.

## الاستلام
ويعتبرعلاج الصيام مثالًا للدجل. في كتابه «أهوال الجدول: التاريخ الغريب للتغذية» (2005)، يَصِف عالِم الفيزياء الحيوية البريطاني والتر جراتزر سنكلير بأنَّه «أصدقُ الحميات الشعبية الرائجة». كما كتب غراتزر: «في ما يمكن وصفه بأنه تحذير، عَلًّقَ [في كتابه كتاب الحياة (1921)]:» لقد عَرفتُ حالَتَين أو ثلاث حالاتٍ لأشخاصٍ يموتون وهم صائمون، ولكنني أشعر بأنني متأكدٌ تمامًا من أنَّ الصيام لم يُسبِّب موتهم. «المُفَارَقة في كل خلط الكلام هذا هو أنَّ لدينا الآن دليل جيد على زيادة العمر الافتراضي للقوارض المحفوظة في ظروف معملية على نظام غذائي منخفض السعرات الحرارية.» وبالمثل، كتب مؤلفون كتاب الدجل: تاريخ موجز لأسوأ الطرق لعلاج كل شيء (2017)، «على الرغم من أنَّ الأطباء المعاصرين يختلفون بشِدّة مع نصيحة سنكلير الطبية غير المرغوب فيها، كانت هناك بعض الدراسات الواعدة الأخيرة حول تأثير الصيام على الفئران المصابة بالسرطان. ومع ذلك، لا تزالُ الدراسات البشرية غير موجودة.»
وأُدينَ الكتاب في الموسوعة الشهرية والنشرة الطبية من قبل طبيب الجهاز الهضمي أنتوني بيسلر، الذي وصف علاج العديد من المرضى المريضِيِنَ الذين اتبعوا النصيحة المنشورة في مجلة سنكلير، مقالات المراجعة المعاصرة وكوزموبوليتان. انتقدت المقالة المصاحبة في الأدب الحالي سنكلير باعتباره «مبتدئًا نقيًا وبسيطًا، شخص يكون عقله مهووسًا بسلسلةٍ من المفاهيم الواحدة تلوَ الأخرى، لا شيء يرتكز على أي أساس يمكن تسميته علميًا أو حتى معقولًا.»

## في الثقافة الشعبية
ظهر سنكلير في رواية تي. إس. بويل الطريق إلى ويلفيل (1993) للكاتب توماس بويل، والتي بنيت حول خيالية تاريخية لِجون هارفي كيلوغ، مُختَرِع كورن فليكس ومؤسس مصَحَّة باتل كريك. في الكتاب، يَظهَر سنكلير وزوجته الأولى ميتًا كمرضى في المصَحَّة في وقتٍ لاحق، غَضِبَ كيلوغ عندما اكتشفَ أَنَّ آخَر من مرضاه كان صائمًا بعد قراءة نسخة مطبوعة من علاج الصيام لِسنكلير.

## القراءات الإضافية
- Dewey، Edward H. (1900). The No-Breakfast Plan and the Fasting-Cure. Meadville, Pennsylvania: Self-published. مؤرشف من الأصل في 2020-08-03.
- Carrington، Hereward (1908). Vitality, Fasting, and Nutrition: A Physiological Study of the Curative Power of Fasting, Together With a New Theory of the Relation of Food to Human Vitality. New York: Rebman. مؤرشف من الأصل في 2022-04-07.
- Hazzard، Linda Burfield (1908). Fasting for the Cure of Disease. Seattle: Harrison Publishing Co. مؤرشف من الأصل في 2017-03-22.
- Sinclair، Upton (1921). The Book of Life: Mind and Body. Pasadena, California: Self-published. مؤرشف من الأصل في 2020-11-14.Buchinger, Otto (1935). Das Heilfasten und seine Hilfsmethoden (بالألمانية). Stuttgart-Leipzig: Hippokrates-Verlag.

## وصلات خارجية
- علاج الصيام على المكتبة المفتوحة في أرشيف الإنترنت
- علاج الصيام في مشروع جوتنبرج